# مایکل پورتیو
مایکل پورتیو (انگلیسی: Michael Portillo؛ زادهٔ ۲۶ مهٔ ۱۹۵۳) سیاست‌مدار و روزنامه‌نگار اهل بریتانیا است.
وی از سال ۱۹۹۵ تا ۱۹۹۷ وزیر دفاع بریتانیا و از سال ۱۹۸۴ تا ۱۹۹۷ و ۱۹۹۹ تا ۲۰۰۵ نماینده مجلس بریتانیا بوده‌است.